# 沙博尼耶尔莱萨潘
沙博尼耶尔莱萨潘（法語：Charbonnières-les-Sapins，法語發音：[ʃaʁbɔnjɛʁ le sapɛ̃]）是法国杜省的一个旧市镇，属于贝桑松区。2017年，沙博尼耶尔莱萨潘与市镇埃塔朗和韦里耶尔-迪格罗布瓦合并为新的埃塔朗。

## 地理
沙博尼耶尔莱萨潘（47°8'49"N, 6°12'54"E）面积9.1 平方千米，位于法国勃艮第-弗朗什-孔泰大區杜省，该省份为法国东部内陆省份，北起上索恩省，西接汝拉省，东部及东南部与瑞士接壤，东北部与贝尔福地区省接壤。
与沙博尼耶尔莱萨潘接壤的市镇（或旧市镇、城区）包括：洛皮塔勒-迪格罗布瓦、索勒、特雷波、塔尔瑟奈-富什朗。
沙博尼耶尔莱萨潘的时区为UTC+01:00、UTC+02:00（夏令时）。

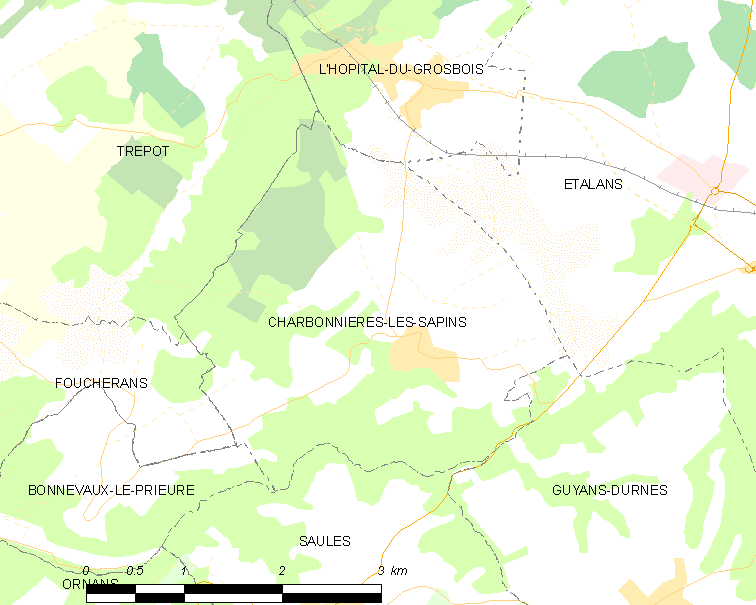
沙博尼耶尔莱萨潘的OSM定位图

## 行政
沙博尼耶尔莱萨潘的邮政编码为25620，INSEE市镇编码为25123。

## 政治
沙博尼耶尔莱萨潘所属的省级选区为奥尔南县。

## 人口
沙博尼耶尔莱萨潘于2014年时的人口数量为190人。

1962-2008年间沙博尼耶尔莱萨潘人口变化图示